# Dudley Senanayake
Dudley Shelton Senanayake (in tamil டட்லி சேனநாயக்கா; 19 giugno 1911 – Colombo, 13 aprile 1973) è stato un politico singalese.
È stato Primo ministro dello Sri Lanka, quando si chiamava Ceylon, per tre periodi: dal marzo 1952 all'ottobre 1953, dal marzo al luglio 1960 e infine dal marzo 1965 al maggio 1970.
Dall'agosto 1960 al dicembre 1964 ha ricoperto il ruolo di capo dell'opposizione durante il mandato di Governo di Sirimavo Bandaranaike.